# ロック・オブ・エイジズ (ミュージカル)
『ロック・オブ・エイジズ』（Rock of Ages）はクリス・ダリエンツォ脚本によるロック・ミュージカルおよびジュークボックス・ミュージカル。1980年代のクラシック・ロック、特にこの時代の著名なグラム・メタル・バンドのヒット曲で構成される。スティクス、ジャーニー、ボン・ジョヴィ、パット・ベネター、トゥイステッド・シスター、スティーヴ・ペリー、ポイズン、ヨーロッパなどの著名なバンドの楽曲が使用されている。
クリスティン・ハンギ演出、ケリー・ディヴァイン振付、イーサン・ポップ音楽監督および編曲。ロサンゼルスのオリジナル公演での編曲はデイヴィッド・ギブス。
このミュージカルはブロードウェイの公演の中でもよりコメディ要素の強いものとされている。公演中、出演者は度々「第四の壁」を突き破り観客に直接語りかけ、自分たちがミュージカルの演者であることを一見忘れている（あるいは演者であることを観客に思い出させる）そぶりを見せる。

## あらすじ

### 第一幕
ミュージカルの語り手であるロニー・バーネットが語る。1987年、ロック歌手の卵のドリュー・ボレイはハリウッドのデニス・デュプリーに所有されロニーが手伝っているザ・バーボン・ルームというバーでウエイターとして働いている(Just Like Paradise/Nothing But a Good Time )。彼はカンザス州パオラからやって来たばかりの女優志望のシェリー・クリスチャンとすぐに恋に落ちる(Sister Christian )。ドリューはシェリーをウエイトレスとして雇うようデニスを説得する。
ヘルツ・クライマンとその息子フランツのドイツ人開発者2人組はサンセット・ストリップの「セックス、ドラッグ、ロックンロール」というライフスタイルを排除し、「清らかな生活」を導入するよう市長を説得し、都市計画家のレジーナを大いに怒らせる(We Built This City )。デニスはこの計画にザ・バーボン・ルームの立ち退きが含まれることを知り、解散を発表したばかりのロック・スターのステイシー・ジャックスと彼のバンドであるアーセナルのザ・バーボン・ルームでの最後の公演で一儲けしようと考える(Too Much Time on My Hands )。彼はステイシーに電話をし、自分のクラブで最後の公演をしてくれるよう説得。ドリューは作詞がうまくいかないが、シェリーは夢を追うよう応援する(I Wanna Rock )。レジーナはヘルツとフランツの再開発計画に抗議し始める(We're Not Gonna Take It )。
その後、電話で両親と口論したシェリーは自分の夢を理解してくれるドリューへの感情が高まる。アーセナルの前座のオーディションを受けることにしたドリューはこれまでなかなか歌詞が書けなかったが、シェリーへの想いを歌詞にしたためる(More Than Words /Heaven /To Be with You )。アーセナルの前座をすることとなったドリューはシェリーをロサンゼルスを一望できる丘にピクニックに誘う(Waiting for a Girl Like You )。しかしそこで彼は2人はただの友達なのだから落ち着こうと思わず言ってしまい、互いに落胆しこのデートは失敗に終わる。
ステイシー・ジャックスがザ・バーボン・ルームに到着し、彼の人生についてのインタビューを受ける(Wanted Dead or Alive )。シェリーはすぐに彼に心を奪われ、ドリューとはただの友達なのだからと彼女は男子トイレでステイシーと関係を持ってしまう(I Want to Know What Love Is )。その頃ドリューは観客の中にレコード・プロデューサーがいることを知らずにステイシーとアーセナルのための前座の演奏をする。密会の後ステイシーはデニスにコンサートが始まる前にシェリーを解雇するよう話す。彼のバンドのギタリストは彼の行動に気付き追い出す。クラブに来ていたレコード・プロデューサーはドリューの演奏を気に入り、ステイシーの役目を引き継ぐことを提案。契約を申し出られドリューは受諾する。解雇されたシェリーはドリューに慰められたかったが、ステイシーと男子トイレに入っていくところを目撃したドリューは彼女を突き放す(Cum on Feel the Noize )。このイベントの最中、レジーナは抗議行動を続けていた(We're Not Gonna Take It (リプライズ))。
失望、失業したシェリーは近所のヴィーナス・クラブ所有者のジャスティス・チャリアーと出会う。ジャスティスはこのクラブを「ジェントルマンズ・クラブ(ストリップ・バー)」と呼ぶ。彼女はシェリーの話を聞き、田舎町から成功を夢見てロサンゼルスにやって来る少女は大抵最終的にストリッパーになると話す。シェリーは渋々ジャスティスのクラブで働くこととなる(Harden My Heart /Shadows of the Night )。ロックスターとして売り出し中のドリュー、ストリッパーとなったシェリー、再開発に反対のレジーナ、クラブを守ろうとするデニス、それぞれが皆孤独だった(Here I Go Again )。

### 第二幕
ヘルツとフランツはサンセット・ストリップの取り壊しを開始し、互いにいがみ合っていたフランツとレジーナが恋に落ち、それぞれの間違いに気付く。デニスとロニーは小さな成功のための戦いに参加(The Final Countdown )。ドリューのロッカーとしてのイメージはレコード・プロデューサーを戸惑わせ、シェリーはヴィーナス・クラブでの働き方を学んでいた(Any Way You Want It /I Wanna Rock (リプライズ))。2人は道で偶然会うが、シェリーは自分の仕事を恥じ、ドリューはレコード会社が彼をボーイ・バンドに入れようとしていることに困惑していた。2人は口論になりシェリーは本当はドリューに夢中だったことを認めるが、彼は友達であることを強調しうまくいかない。2人の関係は遠のくばかり(High Enough )。
酔っ払ったステイシーはヴィーナス・クラブを訪れるとシェリーに会えたことを喜ぶ。ラップ・ダンスの後、彼女は踊りながら彼を責める(I Hate Myself for Loving You /Heat of the Moment )。ドリューは彼女に本当の気持ちを伝えにやって来るが、彼女とステイシーの際どい様子を目撃し、怒り飛び出していく。その直後ジャスティスはドリューにシェリーがステイシーの顎を殴ったことを話す。
レジーナはサンセット・ストリップの再開発の抗議を続けているが成功しない。彼女はフランツが父親の構想を信じていないのなら立ち上がるべきだと説得。フランツはドイツに菓子店を開くことが自分の夢だと話す。彼は父親に反抗し、レジーナへの愛を語る(Hit Me with Your Best Shot )。その頃デニスとロニーはザ・バーボン・ルームを手放したことに落胆し、互いに同情するCan't Fight This Feeling )。
シェリーはヴィーナス・クラブを離れる決心をし、ジャスティスは初恋で同じような経験をしたことを語る。それぞれの騒動の中、それぞれが自身の人生を変えようと試みる(Every Rose Has Its Thorn )。フランツはドイツへと旅立ち、ヘルツはホテルのバルコニーに立ち、これまで息子を傷つけてきたことを後悔(Keep On Loving You )。レジーナがやって来てヘルツにフランツは父を憎んでおらず、単に父の夢を叶えたかったのだと語った。ヘルツはデニスにザ・バーボン・ルームの譲渡証書を返還し、フランツの菓子店に投資する。
ピザの配達員となったドリューはロック・スターにもなれず、愛する女性は夜行列車で去ろうとし、自分の夢がどれも叶っていないことを認める。ロニーがやって来て、ドリューの人生がそんなに悲惨なのは全ての人々がミュージカルの登場人物であり、脚本家がそうさせたからだとし、彼はドリューにハッピー・エンドで終わるかどうかは、ガール・フレンドができるかどうかにかかっていると語る。ドリューは自身の幸せは有名になることではなく、シェリーと一緒にいることだと悟る(Oh Sherrie )。彼は駅でちょうどシェリーに追いつき、2人は試練を乗り越え仲直りをし互いの愛を確かめ合う(The Search Is Over )。
エピローグ。ザ・バーボン・ルームは倒壊を逃れ、ステイシー・ジャックスは落ち目で法定強姦で起訴されウルグアイに逃亡(Renegade )。フランツはドイツに菓子店を開き、ウェスト・ハリウッドの新市長となったレジーナと遠距離恋愛中。デニスは亡くなり、シェリーとドリューはグレンデールで新しい家庭を築く。ロニーはこのサンセット・ストリップを、夢を持ってやって来る場所が夢を叶えられる場所とは限らない。しかし皆がロックな場所である、と語る(Don't Stop Believin' )。

## 映画化
| 役名                     | 俳優名                       |
| ------------------------ | ---------------------------- |
| ドリュー・ボレー         | ディエゴ・ボネータ           |
| シェリー・クリスチャン   | ジュリアン・ハフ             |
| ロニー・バーネット       | ラッセル・ブランド           |
| ステイシー・ジャックス   | トム・クルーズ               |
| デニズ・デュプリー       | アレック・ボールドウィン     |
| ジャスティス・チャリアー | メアリー・J・ブライジ        |
| ポール・ギル             | ポール・ジアマッティ         |
| マイク・ホイットモア市長 | ブライアン・クランストン     |
| パトリシア・ホイットモア | キャサリン・ゼタ＝ジョーンズ |
| コンスタンス・サック     | マリン・アッカーマン         |

『ロック・オブ・エイジズ』の映画化権がワーナー・ブラザースとニュー・ライン・シネマに売却された。アダム・シャンクマン監督により2010年夏に製作開始の予定であったが、2011年5月に撮影開始され、2012年6月15日に公開された。映画ではトム・クルーズがステイシー・ジャックスを演じた。シャンクマン監督はクルーズの最初のヴォーカル・レッスンで彼は完成された素晴らしい声を持っていると確信。以降クルーズはミュージシャンであるステイシー・ジャックスの役作りのため1日5時間歌の練習を重ねた。シャンクマン監督は「まるでアクセル・ローズ、キース・リチャーズ、ジム・モリソンの素晴らしいマッシュアップのようだ」とクルーズに期待を込めた。
2011年2月14日、メアリー・J・ブライジがジャスティス・チャリアー役として契約したことが発表された。2011年3月3日、ジュリアン・ハフがドリューが恋するシェリー・クリスチャン役を演じることとなった。2011年3月6日、アレック・ボールドウィンがデニズ・デュプリー役を演じることとなった。2011年3月24日、ポール・ジアマッティがステイシー・ジャックスのマネージャーであるポール・ギル役に就くことが発表された。ボン・ジョヴィ、ガンズ・アンド・ローゼズ、デフ・レパード、フォリナー、ジャーニー、ポイズン、ヨーロッパ、ナイト・レンジャー、トゥイステッド・シスター、REOスピードワゴンの楽曲が使用されることとなった。
ブロードウェイ公演のドリュー役のオリジナル・キャストであったコンスタンティン・マルーリスが映画にカメオ出演。ナイト・レンジャーのジョエル・ホークストラ、ロサンゼルス公演編曲のデイヴィッド・ギブス、ブロードウェイ公演プロデューサーのマット・ウィーヴァー、バリー・アビブも出演することとなった。2011年4月13日、エイミー・アダムスは出演しないこととなった。アン・ハサウェイは『Wanted Dead or Alive 』の曲の中でステイシー・ジャックスにインタビューするリポーター役でカメオ出演の噂があった。
ROAdy Productionsの短編映画『Waiting for Shankman 』によると、最初の全米ツアー公演の多くの出演者がタワーレコードでのJukebox Hero のシーンにダンサーとして出演した。この出演者はアンジェラ・ブライドン(ウエイトレス1)、ホリー・ローレント(スウィング)、パトリック・ルーラン(ロニー)、ローラリン・マクレランド(コンスタンス・サック)、ジョシュ・サザネラ(スウィング)、エリカ・シャナン(スウィング/ダンス・キャプテン)、J・マイケル・ザイゴ(スウィング)。